# 小関周一
小関 周一（おぜき しゅういち、1911年4月21日 - 1995年10月31日）は、日本の経営者。三菱製紙社長を務めた。和歌山県出身。

## 経歴
1932年に横浜高等商業学校を卒業し、同年に三菱製紙に入社。
1960年11月に取締役に就任し、1962年11月に常務、1968年12月に専務を経て、1970年5月に社長を就任。1978年6月に取締相談役に就任し、1981年6月から相談役を務めた。
1977年10月に藍綬褒章を受章し、1983年4月に勲三等旭日中綬章を受章。
1995年10月31日心不全のために死去。84歳没。